# Checkers Drive In Restaurants
Checkers Drive In Restaurants er en af de største kæder med dobbelt-drive thru-restauranter i USA. Det blev et privat selskab i juni 2006 ved at fusionere med Taxi Holdings.
| Restaurant | Spire Denne artikel om en restaurant eller et spisested er en spire som bør udbygges. Du er velkommen til at hjælpe Wikipedia ved at udvide den. |